# Vettio Agorio Basilio Mavorzio
Vettio Agorio Basilio Mavorzio (in latino Vettius Agorius Basilius Mavortius; fl. 527-534) è stato un militare e politico romano console dell'Impero romano d'Oriente.

## Biografia
Mavorzio era probabilmente figlio di Cecina Mavorzio Basilio Decio, console del 486, e imparentato con Vettio Agorio Pretestato e la gens Decia. Ottenne il consolato per l'anno 527, quando era anche comes domesticorum (comandante della guardia). Assieme all'oratore Securo Memore Felice produsse una edizione parallela del poeta pagano Orazio e del poeta cristiano Prudenzio.
Le iscrizioni in tre manoscritti contenenti le opere di Orazio affermano che Mavorzio modificò un suo testo nel VI secolo. Lo studioso Friedrich Vollmer credeva che la copia di Mavorzio fosse l'archetipo dell'intera tradizione, ma R. J. Tarrant sostiene che le iscrizioni siano state copiate dal manoscritto di Mavorzio in un libro non specificato, e poi furono inseriti nei tre manoscritti pervenuti, che appartengono a diversi filoni di trasmissione dei manoscritti. Un'iscrizione con il nome di Mavorzio appare anche nel manoscritto del VI secolo di Prudenzio.